# Antoaneta Frenkewa
Antoaneta Nikolowa Frenkewa (bulgarisch Антоанета Николова Френкева; * 24. August 1971 in Smoljan) ist eine ehemalige bulgarische Schwimmerin.

## Karriere
Frenkewa nahm 1988 an den Olympischen Spielen in Seoul teil. Dort gewann sie über 100 m Brust Silber hinter ihrer Teamkollegin Tanja Dangalakowa. Im Wettbewerb über 200 m Brust konnte sie sich die Bronzemedaille sichern.